# Padeș
Padeș là một xã thuộc hạt Gorj, România. Dân số thời điểm năm 2002 là 5145 người.